# Collégiale Saint-Marcel de Paris
Pour les articles homonymes, voir Saint-Marcel.
La collégiale Saint-Marcel est une ancienne église aujourd'hui disparue qui se trouvait à la sortie sud de Paris, à la limite des actuels 5e et 13e arrondissements. Elle figure sur de nombreux plans historiques de la ville de Paris, notamment sur l'un des plus anciens, le plan de Truschet et Hoyau de 1550-1552. Détruite en grande partie au début du XIXe siècle, elle disparut totalement en 1874.

## Emplacement

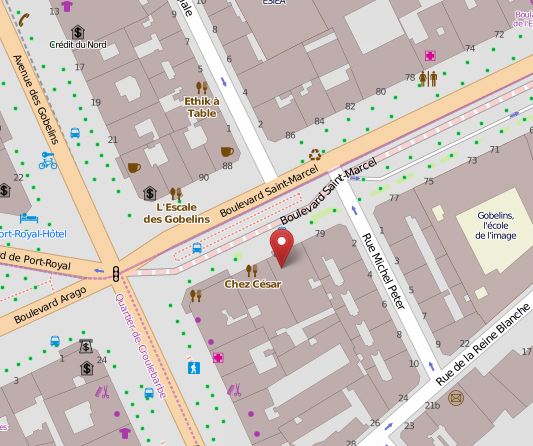
Emplacement actuel de la collégiale Saint-Marcel aujourd'hui disparue.

La collégiale Saint-Marcel se situait à l’emplacement d’une zone limitée aujourd’hui par le boulevard Saint-Marcel (nos 79 à 83), l’avenue des Gobelins et la rue de la Reine-Blanche. Son chevet touchait la rue actuelle Michel-Peter au niveau des nos 4 et 6 et son cloître la séparait de l’église proche de Saint-Martin-du-Cloître, église qui serait traversée de nos jours par la rue de la Collégiale. 

## Accès
On peut accéder à l'emplacement de l'église à partir de la station de métro Les Gobelins (lignes 7).

## Historique

### Origine et premier édifice
La fondation remonterait à une chapelle dédiée à Clément, la chapelle Saint-Clément, qui aurait été bâtie au Bas-Empire.
L’histoire de cette abbatiale est liée à Marcellus, appelé aussi saint Marcel ou saint Marceau, neuvième évêque de Paris, qui aurait délivré d’un dragon la cité épiscopale et réalisé entre autres quelques miracles. 
Après sa mort, survenue le 1er novembre 436, il est inhumé à la sortie sud de la ville dans l’un des cimetières qui longeaient l'ancienne voie romaine. Sur sa tombe, on éleva rapidement une petite chapelle qui fut progressivement entourée d'habitations. Au VIe siècle, ce lieu rassemblait suffisamment de maisons pour que Grégoire de Tours le qualifiât de vicus. 
Cet oratoire fut détruit quelques siècles plus tard, à la fin du IXe siècle, lors du siège de Paris durant les invasions normandes. Les reliques du saint, toutefois, avaient eu le temps d’être transférées à l’abri dans l'île de la Cité, en la cathédrale Notre-Dame qui les a conservées.

### La collégiale

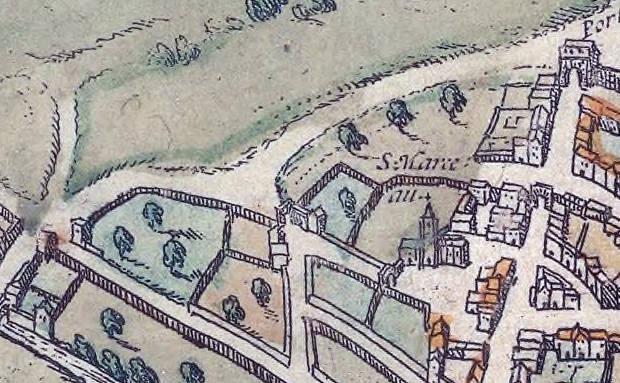
La collégiale vers 1530 (plan de Braun et Hogenberg).

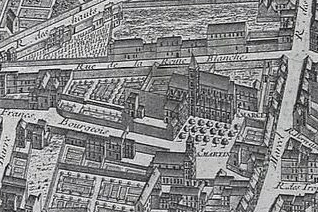
La collégiale en 1739 (plan de Turgot).

Ce premier et modeste édifice fut remplacé vers 1040 par une église consacrée à saint Marcel, qui acquit le statut de collégiale un siècle plus tard en 1158. Cette collégiale orientée nord-est / sud-ouest se présentait comme un édifice de plus grandes dimensions : une nef longue de 50 mètres environ avec une largeur de 38 mètres au niveau du transept. 
On y accédait soit par la rue Mouffetard (cette partie de la rue ayant été rebaptisée avenue des Gobelins au XIXe siècle) ou celle des Francs-Bourgeois-Saint-Marcel. La crypte renfermait le tombeau du saint que les fidèles grattaient pour en retirer quelques poussières utilisées comme remède.
Elle est mentionnée dans une lettre du 26 juin 1158 du Pape Adrien IV. Au cours des siècles, plusieurs illustres personnes y furent inhumées en plus de Saint-Marcel, en particulier en 1160 Pierre Lombard, 72e évêque de Paris et précepteur de Philippe de France, le fils de Louis VI.
Jusqu'au XVIIe siècle, la collégiale est hors des murs de Paris ; par exemple, à la fin du Moyen Âge, le village  est appelé « Saint-Marcel-lez-Paris »(i-e Saint-Marcel près de Paris).
Une statuette représentant saint Marcel et le dragon, dans le Trésor de Notre Dame de Paris.

### Postérité

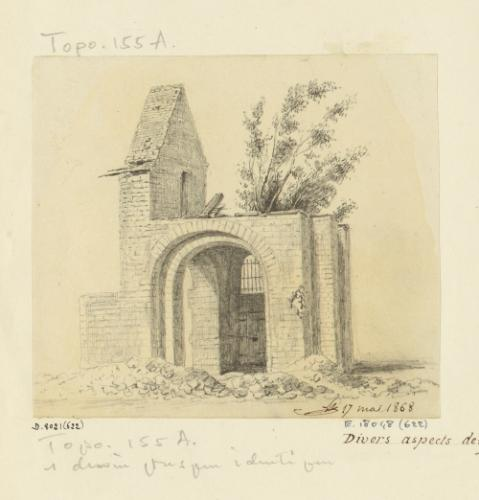
Ruines de la collégiale en 1868.

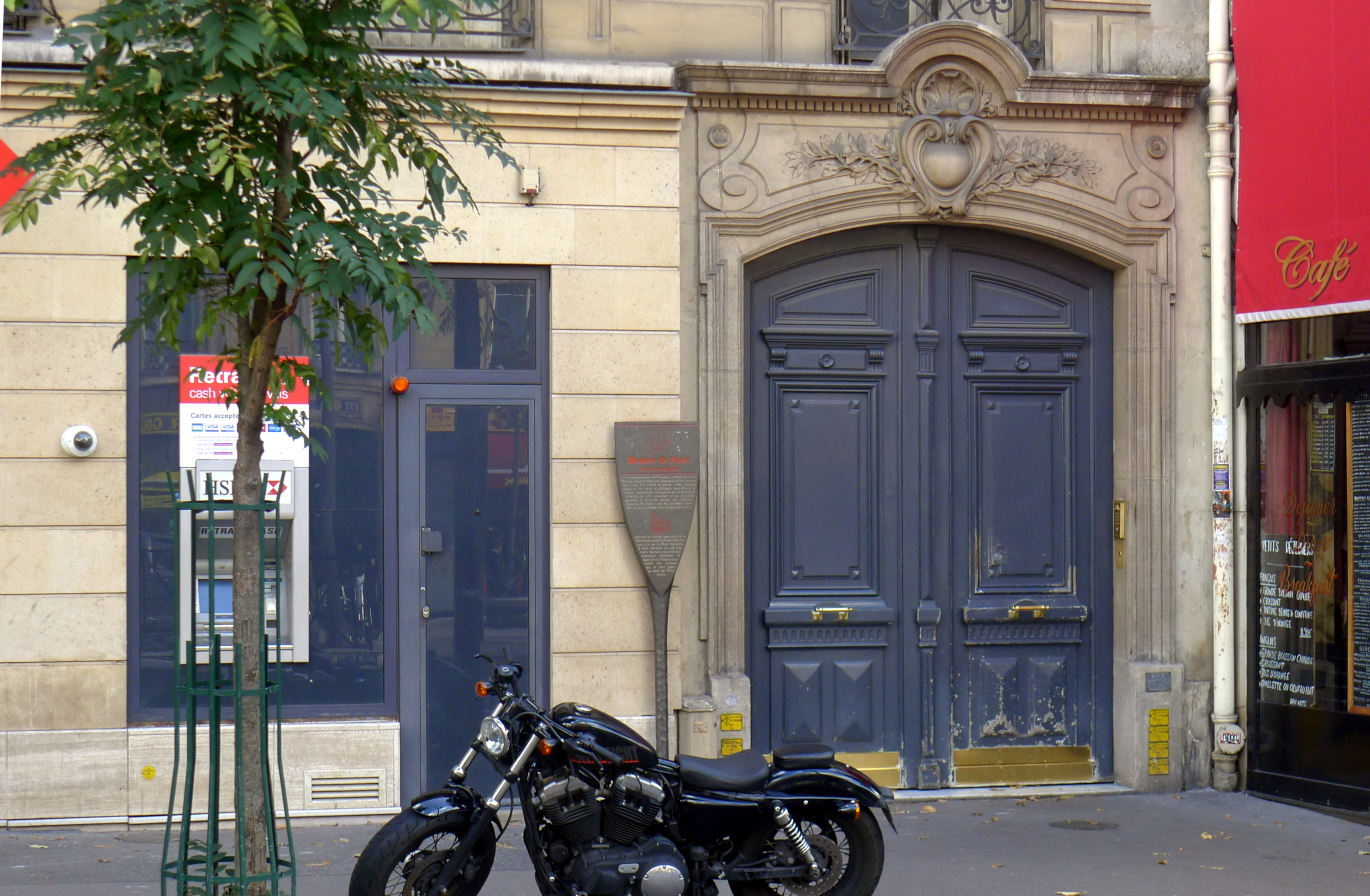
Panneau historique de la ville de Paris au numéro 83 du boulevard Saint-Marcel.

La collégiale fut fermée à la Révolution (1790) puis détruite en 1806. Ses derniers vestiges ont disparu lors du percement du boulevard Saint-Marcel et de la rue de la Collégiale (percée à l'emplacement de l'église Saint-Martin), à l’exception toutefois d’une de ses tours qui a subsisté jusqu’en 1874.
La collégiale Saint-Marcel a donné son nom à un quartier, le faubourg Saint-Marcel, et à un boulevard créé au XIXe siècle, le boulevard Saint-Marcel. Son souvenir est également évoqué par le toponyme, « La Collégiale » : rue de la Collégiale et hôpital de la Collégiale, sis à l'angle de cette dernière rue et de celle du Fer-à-Moulin. Un panneau « pelle » relatant l'historique établi sur le boulevard Saint-Marcel vers le no 83, rappelle l'existence de cette collégiale aux passants.

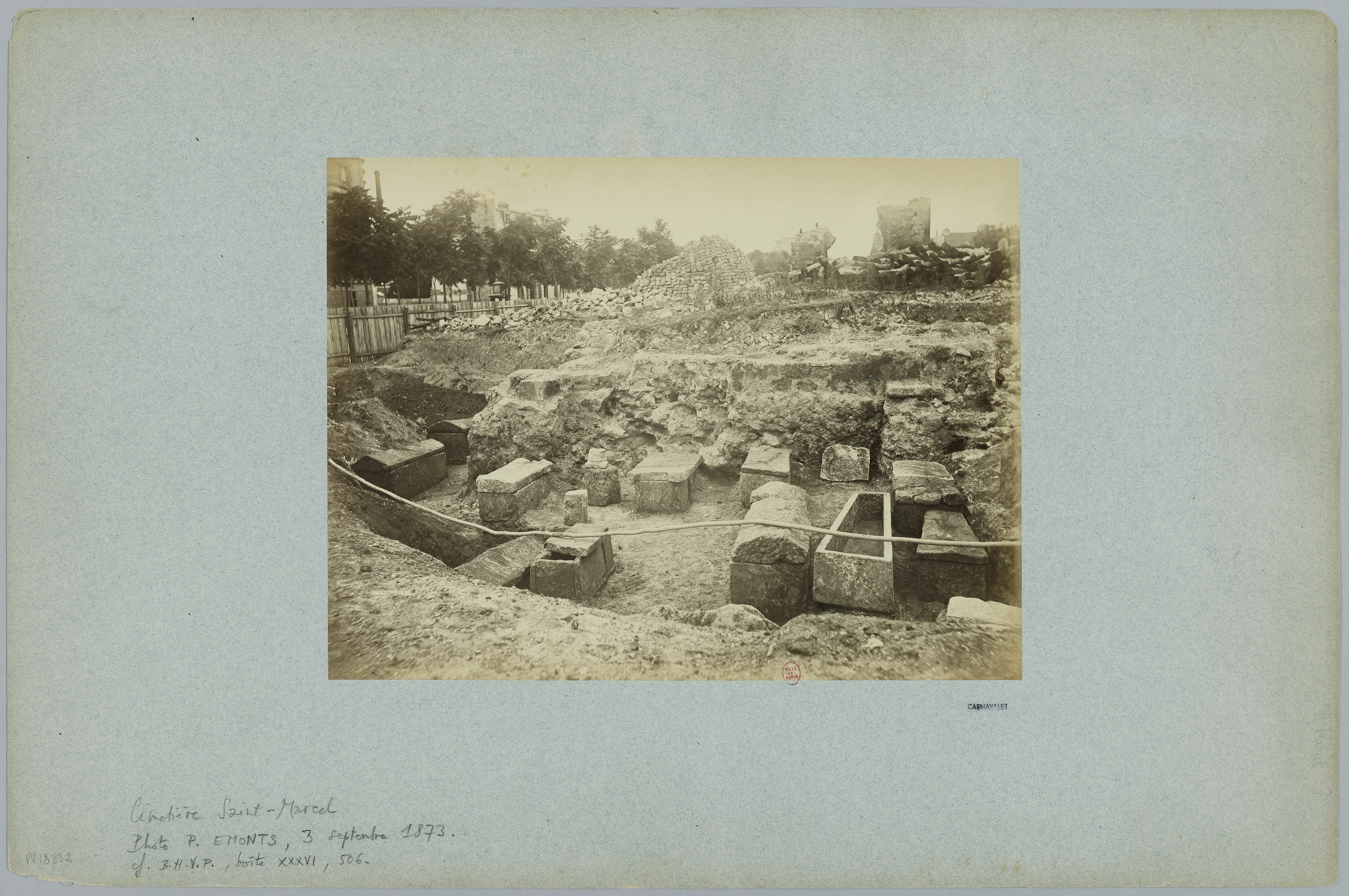
Fouilles dans le cimetière,
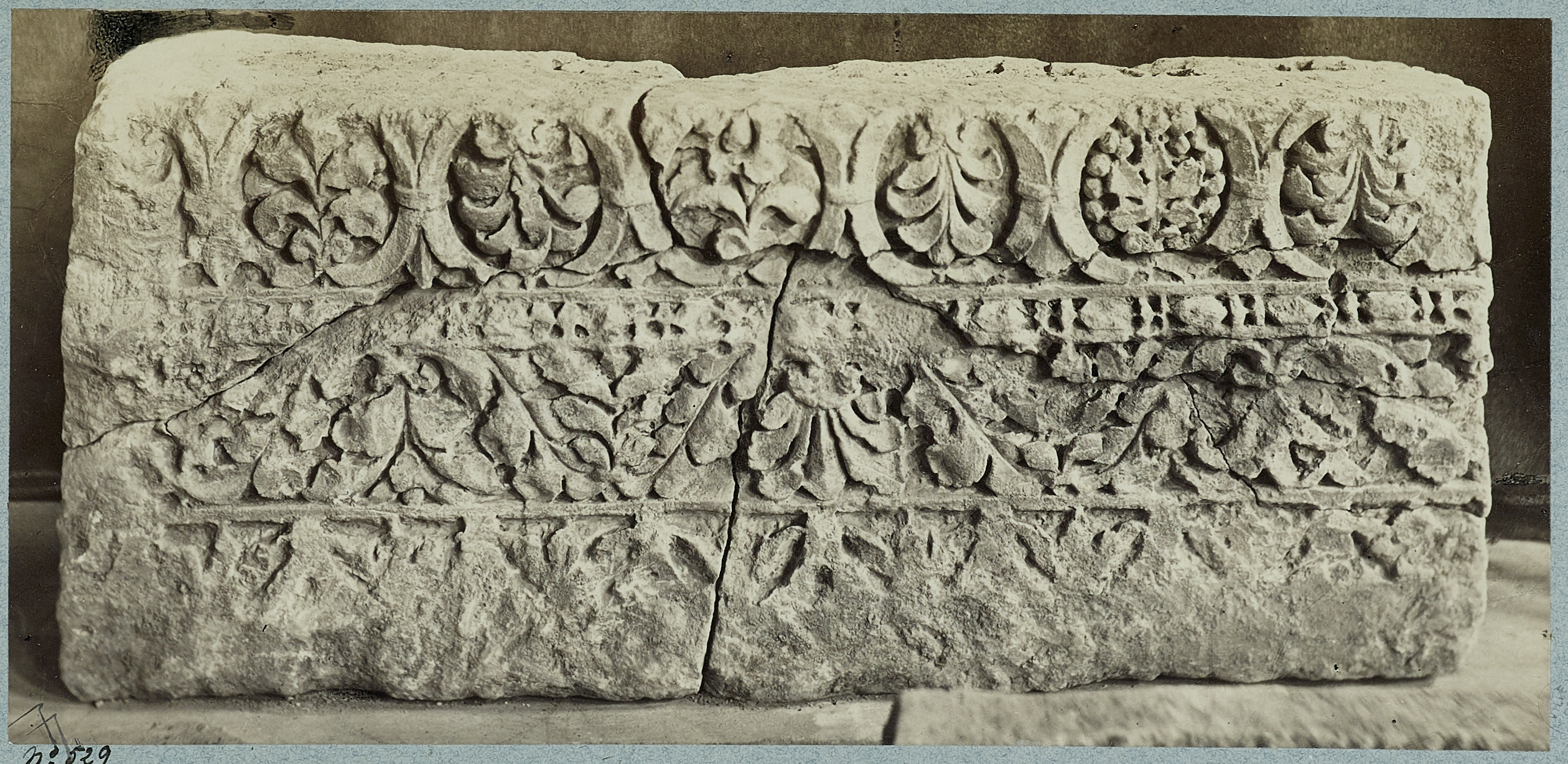
Fragment d'architrave, musée Carnavalet.